# Orlando Berrío
Orlando Enrique Berrío Meléndez (* 14. Februar 1991 in Cartagena) ist ein kolumbianischer Fußballspieler. Der Rechtsfüßer wird im Angriff eingesetzt.

## Verein

### Kolumbien
Berrío startete seine Laufbahn u. a. im Nachwuchsbereich von Atlético Nacional aus Medellín. Bei diesem schaffte er 2009 auch den Sprung in den Profikader. Sein erstes Pflichtspiel in der kolumbianischen Categoría Primera A 2009 bestritt Berrío am 22. Februar 2009. Im Heimspiel gegen Deportes Quindío stand er in der Startelf. Der zu dem Zeitpunkt Achtzehnjährige wurde in dem Spiel bereits in der 18. Minute gegen Luis Alberto Perea ausgewechselt. In der Saison kam Berrío noch zu 21 weiteren Einsätzen. Ein Tor erzielte er dabei nicht. Dieses schaffte er in der Categoría Primera A 2010. Im Heimspiel gegen América de Cali am 8. April 2010 erzielte Berrío in der 45. Minute den Treffer zur 1:0-Führung. In dieser und der Folgesaison 2011 erhielt Berrío weniger Einsätze als noch 2009 und wurde dann für die Saison 2012 an den Millonarios FC ausgeliehen. Im selben Jahr noch wechselte Berrío, weiterhin auf Leihbasis, zum Patriotas Boyacá. Hier blieb er bis Mai 2013, um dann zu Atlético Nacional zurückzukehren. In dem Jahr gab Berrío sein Debüt auf internationaler Klubebene. In der Copa Sudamericana 2013 traf er mit Nacional am 21. August 2013 in der 2. Runde des Wettbewerbs auf den Club Guaraní aus Paraguay. In dem Spiel wurde Berrío in der 58. Minute für Fernando Uribe eingewechselt. Sein erstes Tor in einem internationalen Wettbewerb gelang Berrío zwei Jahre später. In der Copa Libertadores 2014 traf er mit Nacional in der Gruppenphase auf die Newell’s Old Boys aus Argentinien. Im Auswärtsspiel in Rosario am 27. Februar 2014 wurde Berrío nach der Halbzeitpause für Santiago Tréllez eingewechselt und traf in der 55. Minute zum 1:3-Entstand. Nachdem Berrío mit seinem Klub mehrere nationale Titel gewinnen konnte, gelang es ihm 2016 mit Nacional den ersten internationalen Erfolg zu feiern. Im Endspiel der Copa Libertadores 2016 bezwang man den Independiente del Valle. Im Hinspiel bei Independiente erzielte Berrío die 1:0-Führung (Entstand-1:1). Dieser Sieg berechtigte zur Teilnahme an der FIFA-Klub-Weltmeisterschaft 2016. Hier trat Berrío in zwei Spielen an und belegte mit Nacional den dritten Platz.

### Brasilien
Am 27. Januar 2017 gab der CR Flamengo aus Rio de Janeiro die Verpflichtung von Berrío auf Twitter bekannt. Der Kontrakt erhielt eine Laufzeit über vier Jahre und sah eine Ablöse in Höhe von 3,5 Mio. USD vor. Sein Pflichtspieldebüt für Flamengo gab er am 8. Februar 2017 im Heimspiel in der Primeira Liga do Brasil 2017 gegen den Grêmio FBPA. Im selben Spiel traf er in der 77. Minute zum 2:0-Entstand. In dem Wettbewerb schied Flamengo gegen den Paraná Clube im Viertelfinale aus. In der teilweise zeitgleich stattfindenden Staatsmeisterschaft von Rio de Janeiro konnte Flamengo die Meisterschaft erringen. Berrío steuerte hier in zwölf Spielen ein Tor bei. Sein erstes Spiel in der brasilianischen Meisterschaft bestritt Berrío am 13. Mai 2017, dem ersten Spieltag der Série A 2017 gegen Atlético Mineiro. Am 10. Spieltag erzielte Berrío sein erstes Tor in der Série A. Im Auswärtsspiel gegen den EC Bahia wurde er in der 64. Minute für Willian Arão eingewechselt und markierte in der 73. Minute nach Zuspiel von Éverton Ribeiro den einzigen Treffer der Partie.
Am 22. Oktober 2017 zog sich Berrió im Auswärtsspiel gegen den FC São Paulo in der 51. Minute eine Kreuzbandverletzung zu. Nach Mitteilung seines Klubs sollte er für mindestens acht Monate ausfallen. Erst am 9. September 2018 bestritt Berrío wieder ein Pflichtspiel für Flamengo. Am 24. Spieltag der Série A 2018 traf sein Klub zuhause auf Chapecoense. In dem Spiel wurde er in der 79. Minute für Fernando Uribe eingewechselt. Mit dem Klub gewann er am 23. November 2019 die Copa Libertadores 2019. Einen Tag später fiel in der Série A 2019 die Vorentscheidung zu Gunsten von Flamengo und Berrío konnte auch diesen Titel feiern. Am Ende der Meisterschaft hat er zum Titelgewinn in 16 Spielen ein Tor beigesteuert.
Nachdem Berrió in der Saison 2020 keine Rolle mehr in der Kaderplanung von Flamengo gespielt hatte, wurde sein Vertrag im gegenseitigen Einvernehmen aufgehoben. Trotz der Kündigung behielt Flamengo 30 % der wirtschaftlichen Rechte. Berrió wechselte in die VAE. Hier unterzeichnete er beim Khor Fakkan Club. Ohne zu Einsätzen gekommen zu sein, verließ er den Klub im Oktober 2020 wieder. Erst im Juli 2021 erhielt Berrió dann einen neuen Vertrag bei América Mineiro. Der Kontrakt erhielt eine Laufzeit bis Ende des Jahres. Nach Abschluss der Série A 2021 erneuerte der Klub, trotz einer Schienbeinverletzung, den Vertrag mit ihm bis April 2022.

### Weitere Stationen
Nach seinem Vertragsende mit América kehrte Berrío in seine Heimat zurück. Zunächst hielt er sich bei Atlético Nacional fit, erhielt im August 2022 dann aber einen Vertrag bei Rionegro Águilas bis Dezember 2023. Im April 2023 wechselte der Spieler nach China. Hier unterzeichnete er einen Kontrakt bei Qingdao West Coast FC. Mit dem Klub trat er in der China League One 2023 an. In der Liga belegte der Klub am Saisonende den zweiten Platz, welcher zur Teilnahme an der Chinese Super League 2024 berechtigte. Im Zuge der Austragung der Meisterschaft bestritt er drei Spiele und wurde im Juli in die Reservemannschaft des Klubs versetzt. Zur Saison 2024 ging der Spieler nach Paraguay zum Tacuary Football Club.

## Nationalmannschaft
Nachdem Berrío 2010 bereits eine Berufung für die Kolumbianische Fußballnationalmannschaft (U-20-Männer) erhalten hatte, kam er 2016 zu seinen ersten Einsätzen im A-Kader der Nationalmannschaft. Sein erstes Spiel für die Nationalmannschaft bestritt Berrío am 7. Oktober 2016. In der Fußball-Weltmeisterschaft Qualifikation trat man gegen die Paraguayische Fußballnationalmannschaft in Asunción an. In dem Spiel wurde Berrío in der 82. Minute für Juan Cuadrado eingewechselt. Ein Tor gelang ihm in dem Spiel sowie den weiteren drei Einsätzen in dem Wettbewerb nicht.

## Erfolge
Atlético Nacional
- Categoría Primera A: Apertura 2011, Finalización 2013, Apertura 2014, Finalización 2015
- Copa Colombia: 2013, 2016
- Superliga de Colombia: 2016
- Copa Libertadores: 2016

Flamengo
- Staatsmeisterschaft von Rio de Janeiro: 2017, 2020
- Taça Rio: 2019
- Copa Libertadores: 2019
- Campeonato Brasileiro de Futebol: 2019
- Taça Guanabara: 2020